# Мишаков, Евгений Дмитриевич
Евгений Дмитриевич Мишаков (22 февраля 1941, Никиткино, Московская область, СССР — 30 мая 2007, Москва, Россия) — советский хоккеист с шайбой и футболист, нападающий. Заслуженный мастер спорта СССР (1968).

## Биография
Выступал за «Локомотив» (Москва) (1959—1962), «Спутник» (Калуга) (1960—1961), СКА (Калинин) (1962—1963), ЦСКА (1963—1974).
Мишакова называли любимым игроком Тарасова. Его всегда выпускали на лед в трудные минуты игры, ценя его напористость, характер, жёсткость.
Член КПСС с 1970 года. Окончил МОГИФК (1976).
Работал старшим тренером СКА (Свердловск), СКА МВО (Липецк и Москва), два года служил помощником начальника одного из отделений в Черемушкинском райвоенкомате Москвы.
В 1984—1991 годах — тренер-преподаватель детской школы «Москвич» (в спортклубе при АЗЛК), в 1999 — тренер хоккеистов Кольской АЭС (Полярные Зори), в 2000 — вице-президент хоккейного клуба «Сибирь» (Новосибирск).
В 1994—1998 годах неоднократно выезжал в США заниматься по контракту с юными хоккеистами.
В 2003—2004 годах тренировал команды «Алтай» (Североморск), «Русшина-Карелия», работал с «Авангардом» (Кондопога). В сезоне-2006/07 консультант ХК МВД (Московская область).
Последние годы жизни серьёзно болел, мог передвигаться только на костылях. Похоронен на Троекуровском кладбище.

## Достижения
- Олимпийский чемпион 1968, 1972.
- Чемпион мира 1968—1971, второй призёр ЧМ 1972. На ЧМЕ и ЗОИ — 35 матчей, 23 гола.
- Участник Суперсерии-72.
- Чемпион СССР 1964—1966, 1968, 1970—1973
- Второй призёр чемпионатов СССР 1967, 1969, 1974. В чемпионатах СССР — ок. 400 матчей, 183 гола.
- Обладатель Кубка СССР 1966—1969, 1973.
- Победитель хоккейного турнира I зимней Спартакиады народов СССР 1962.

## Награды
- 2 медали «За трудовую доблесть» (30.05.1969; 03.03.1972)